# Amata extensa
Amata extensa är en fjärilsart som beskrevs av Walker 1866. Amata extensa ingår i släktet Amata och familjen björnspinnare. Inga underarter finns listade i Catalogue of Life.